# Amtsgericht Bad Kissingen

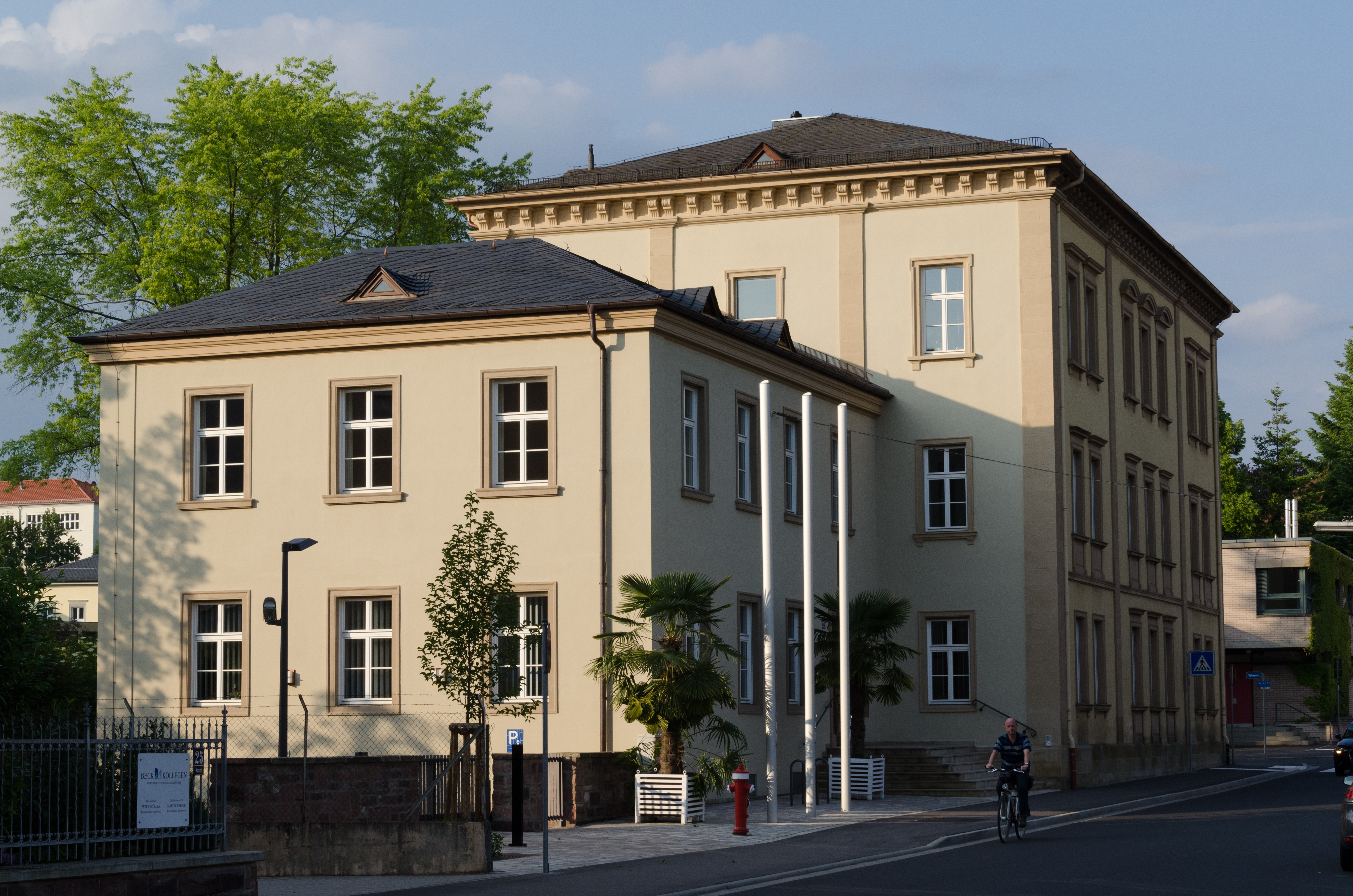
Gerichtsgebäude (2014)

Das Amtsgericht Bad Kissingen ist ein Gericht der ordentlichen Gerichtsbarkeit und eines von drei Amtsgerichten im Bezirk des Landgerichts Schweinfurt.

## Geschichte
Im Jahr 1863 entstand das heutige Gerichtsgebäude als ursprünglich zweigeschossiger Walmdachbau im Neorenaissance-Stil für das damalige Landgericht in Kissingen. Im Jahr 1879 wurden die Landgerichte in Bayern in Amtsgerichte umbenannt. Mit Wirkung zum 1. Juli 1973 wurden die Amtsgerichte Kissingen, Münnerstadt, Hammelburg und Brückenau zum Amtsgericht Kissingen zusammengelegt. Forderungen, das Amtsgericht für den im Rahmen der Gemeindegebietsreform von 1972 neu geschaffenen Landkreis Bad Kissingen nach Hammelburg zu verlegen, wurden nicht umgesetzt.

## Gerichtssitz und -bezirk
Sitz des Gerichts ist Bad Kissingen. Der Gerichtsbezirk erstreckt sich auf die Städte und Gemeinden des gesamten Landkreises Bad Kissingen mit circa 103.000 Einwohnern. Zuständig ist das Amtsgericht Bad Kissingen wie jedes Amtsgericht erstinstanzlich für Zivil- und Strafsachen, außerdem für alle Vollstreckungssachen bei Wohnsitz des Schuldners im Gerichtsbezirk.
Als Registergericht und für Zwangsversteigerungs-, Zwangsverwaltungs- und Insolvenzverfahren ist das Amtsgericht Schweinfurt zuständig. Mahnverfahren finden zentral am Amtsgericht Coburg statt. Vollstreckungsverfahren werden zentral vom Amtsgericht Hof wahrgenommen.

## Übergeordnete Gerichte
Dem Gericht unmittelbar übergeordnet ist das Landgericht Schweinfurt. Zuständiges Oberlandesgericht ist das Oberlandesgericht Bamberg.

## Gerichtsgebäude
Das Gerichtsgebäude in der  Maxstraße 27 ist unter der Nummer D-6-72-114-317 in der Bayerischen Denkmalliste registriert.